# Barasa alopha
Barasa alopha är en fjärilsart som beskrevs av George Francis Hampson 1896. Barasa alopha ingår i släktet Barasa och familjen trågspinnare. Inga underarter finns listade i Catalogue of Life.